# Jes Macallan
Jes Macallan, née le 9 août 1982 à Sarasota, en Floride, est une actrice et mannequin américaine. Elle est surtout connue pour avoir joué le rôle de Josslyn « Joss » Carver dans la série dramatique Mistresses de 2013 à 2016, et pour le rôle d'Ava Sharpe dans la série Legends of Tomorrow.

## Biographie

### Enfance
Née à Sarasota, en Floride, Jes Macallan est l'aînée d'une fratrie de sept enfants ; elle a trois jeunes sœurs et trois jeunes frères. Avant de se lancer dans la comédie et le mannequinat, elle se prédestinait à devenir danseuse professionnelle. Elle a même obtenu une bourse pour entrer dans une grande université[Laquelle ?] où elle pourrait étudier la danse. Cependant, les frais de scolarité et une blessure au genou l'ont empêchés d'y aller. Elle est par la suite ressortie diplômée de l'université de Floride avec un diplôme en Business International. Au début des années 2000, elle s'est lancée dans le mannequinat et a été diplômée de l'école Maggie Flanigan Studio de New York. Entre 2001 et 2004, elle a défilé à New York, Miami et Milan.

### Vie privée
Jes Macallan a été en couple avec l'acteur et chanteur Jeremy Renner pendant cinq ans (2005-2010),. Le 17 mars 2012, elle s'est mariée à l'acteur canadien Jason Gray-Stanford, qu'elle fréquente depuis 2011,. Cependant, ils ont divorcé en juin 2017. Elle sort actuellement avec l'acteur anglais Nic Bishop.

## Carrière
Après avoir joué dans de nombreuses séries télévisées telles que Shameless, Grey's Anatomy ou NCIS : Los Angeles, Jes Macallan eu le rôle de Josslyn « Joss » Carver, l'un des personnages principaux de la série dramatique Mistresses. La série a été diffusée sur la chaîne ABC depuis le 3 juin 2013. En 2014, elle a également joué le personnage principal dans le téléfilm The Mentor pour la chaîne Lifetime.
Depuis 2018, elle fait partie du casting principal de la série Legends of Tomorrow (elle avait un rôle récurrent en 2017, dans la troisième saison).

## Filmographie

### Cinéma
- 2008 : Ocean's 7-11 : Dustee
- 2008 : One, Two, Many : Une femme
- 2008 : Identity Crisis : Sandy
- 2009 : Behaving Badly : Une serveuse
- 2009 : Hired Gun : Une journaliste
- 2011 : Being Bin Laden : Ali
- 2011 : The Football Fairy : Kelsey (court-métrage)
- 2012 : Crash & Burn : Kelly Mitchell
- 2014 : Kiss Me (film, 2014) (en) : Erica
- 2014 : Trop près d'elle (The Mentor) : Elizabeth May
- 2016 : Un mari avant Noël (Married by Christmas) : Carrie Tate

### Télévision
- 2011 : Shameless : Tammy (saison 1, épisode 4)
- 2011 : Justified : Cassie (saison 2, épisode 2 et 3)
- 2011 : The Protector : Rachel (saison 1, épisode 9)
- 2012 : Grey's Anatomy : Hillary (saison 8, épisode 12)
- 2012 : NCIS : Los Angeles : Megan Stevens (saison 3, épisode 17)
- 2012 : Femme Fatales : Susan (saison 2, épisode 10)
- 2013 - 2016 : Mistresses : Josslyn « Joss » Carver
- 2017 - 2022 : Legends of Tomorrow : Ava Sharpe / Agent du Bureau du Temps
- 2017 : Un amour interdit (An Uncommon Grace) : Grace Conner